# 恩加納桑人
恩加納桑人，或译为牙纳桑人，是俄罗斯西伯利亞北部泰梅爾半島上萨莫耶德人中的一支。他们被认定为俄罗斯北方原住民之一。他们主要居住在克拉斯諾亞爾斯克邊疆區泰梅爾多爾干-涅涅茨區的几个村庄里，也有少量人口居住在杜金卡和諾里爾斯克城市里。
恩加纳桑人被认为是被各种萨莫耶德人在文化上同化后的古西伯利亞人的后裔。恩加纳桑人传统上是半游牧民族，与涅涅茨人放牧驯鹿不同的是，他们的主要生活来源是猎杀野生驯鹿。自17世纪初开始恩加纳桑人经牙薩克系统向沙皇俄国进贡。直至1970年代他们过着相对独立的生活，之后他们定居在现今居住的村庄里，这些村庄位于他们历史游牧路线的南端。
现在不清楚在俄罗斯居住的恩加纳桑人的准确数目。在2002年的俄罗斯人口普查中登记有834名恩加纳桑人。但是有学者估计他们的人数在1000人左右。历史上，恩加纳桑人当中仅说恩加纳桑语和泰梅尔皮钦俄语。但是随着教育及定居村庄的增加，俄语已是很多恩加桑纳人的第一语言。有一些恩加桑纳人居住在多尔干人占大多数的村庄里。恩加桑纳语被认为是濒临灭绝，估计只有500恩加纳桑人能说恩加纳桑语，未成年人当中很少人会说。

## 地理环境
恩加纳桑人是欧亚大陆及俄罗斯境内居住最北的民族，历史上居住在泰梅爾半島的凍原地区。该地区超过100,000平方公里。恩加桑纳人的狩猎范围跟东边多尔干人及西边埃涅茨人的范围接合。冬季时他们居住在半岛南部北极林木線边缘，夏季时则跟随野生驯鹿向北400英里处迁徙，有时甚至到达貝蘭加山脈。

## 信仰
恩加纳桑人的传统信仰是泛靈論和萨满教。他们的信仰是西伯利亚萨满教保持完整的样本。由于环境上的隔离很少受到外部影响。直至20世纪初期萨满教显示在恩加纳桑人的生活当中。最后一个显著的降神会由人类学家在1970年代时录制成影像。

## 著名人物
画家：Мотюмяку Турдагин

## 外部連結
- 北极驯鹿猎手恩加纳桑人的魔性故事集 （页面存档备份，存于） （中文）
- 城市与冻原之子：恩加纳桑人阿留的一天 （页面存档备份，存于） （中文）
- Helimski, Eugene. . Shamanhood: The Endangered Language of Ritual, conference at the Centre for Advanced Study, 19–23 June 1999, Oslo. （原始内容存档于2008年12月19日）.
- Lintrop, Aado. . Studies in Siberian Shamanism and Religions of the Ugric-Samoyedic Peoples. Folk Belief and Media Group of the Estonian Literary Museum.   [2010-08-08]. （原始内容存档于2009-01-02）.
- Lintrop, Aado. . Electronic Journal of Folklore. December 1996, 2  [2010-08-08]. ISSN 1406-0949. （原始内容存档于2010-07-06）.
- Lintrop, Aado. . Studies in Siberian Shamanism and Religions of the Finno-Ugrian Peoples. Folk Belief and Media Group of the Estonian Literary Museum.   [2010-08-08]. （原始内容存档于2009-06-06）.